# Carlo Alberto D'Albertis
Carlo Alberto D'Albertis (Voltri, 28 luglio 1906 – Genova, 17 aprile 1983) è stato un velista italiano. Rappresentò l'Italia nella categoria 8 metri di vela ai Giochi della IX Olimpiade che si tennero dal 2 al 9 agosto 1928 a Amsterdam. L'equipaggio era composta, oltre che da D'Albertis, da Francesco Giovanelli, il timoniere, Edoardo Moscatelli, Marcantonio De Beaumont Bonelli, Mario Bruzzone e Guido Giovanelli ed ottenne, a bordo della Bamba il quarto posto finale della competizione categoria 8 metri.
A lui è dedicato un eremo a Noli.

## Fonti
- (EN) Carlo Alberto D'Albertis Bio, Stats, and Results, in Olympic Sports, Sports-Reference.com. URL consultato il 6 marzo 2015 (archiviato dall'url originale il 18 aprile 2020).
- Gli olimpici liguri di tutti i tempi (PDF), su liguriasport.com. URL consultato il 30 marzo 2020.